# Scotty McCreery
Scott Cooke «Scotty» McCreery (Garner, Carolina del Norte, 10 de octubre de 1993) es un cantante estadounidense de música country. Ganó la décima temporada de American Idol el 25 de mayo de 2011.

## Vida personal
McCreery es cristiano. Se graduó de la Garner Magnet High School en 2012, y asistió a la Universidad de Carolina del Norte en Raleigh, cursando un Grado en Comunicación. A pesar de que tiene parte de ascendencia puertorriqueña, no habla español fluido y se arrepiente de no haberlo aprendido de joven. En septiembre de 2017, McCreery se comprometió con Gabi Dugal. Se casaron el 16 de junio de 2018, en Carolina del Norte. En junio de 2022, McCreery y su mujer anunciaron que estaban esperando su primer hijo. El 24 de octubre de 2022 nació su hijo, Merrick ‘Avery’ McCreery.

## Discografía
- Clear as Day (2011)
- Christmas with Scotty McCreery (2012)
- See You Tonight (2013)